# Beszédes József

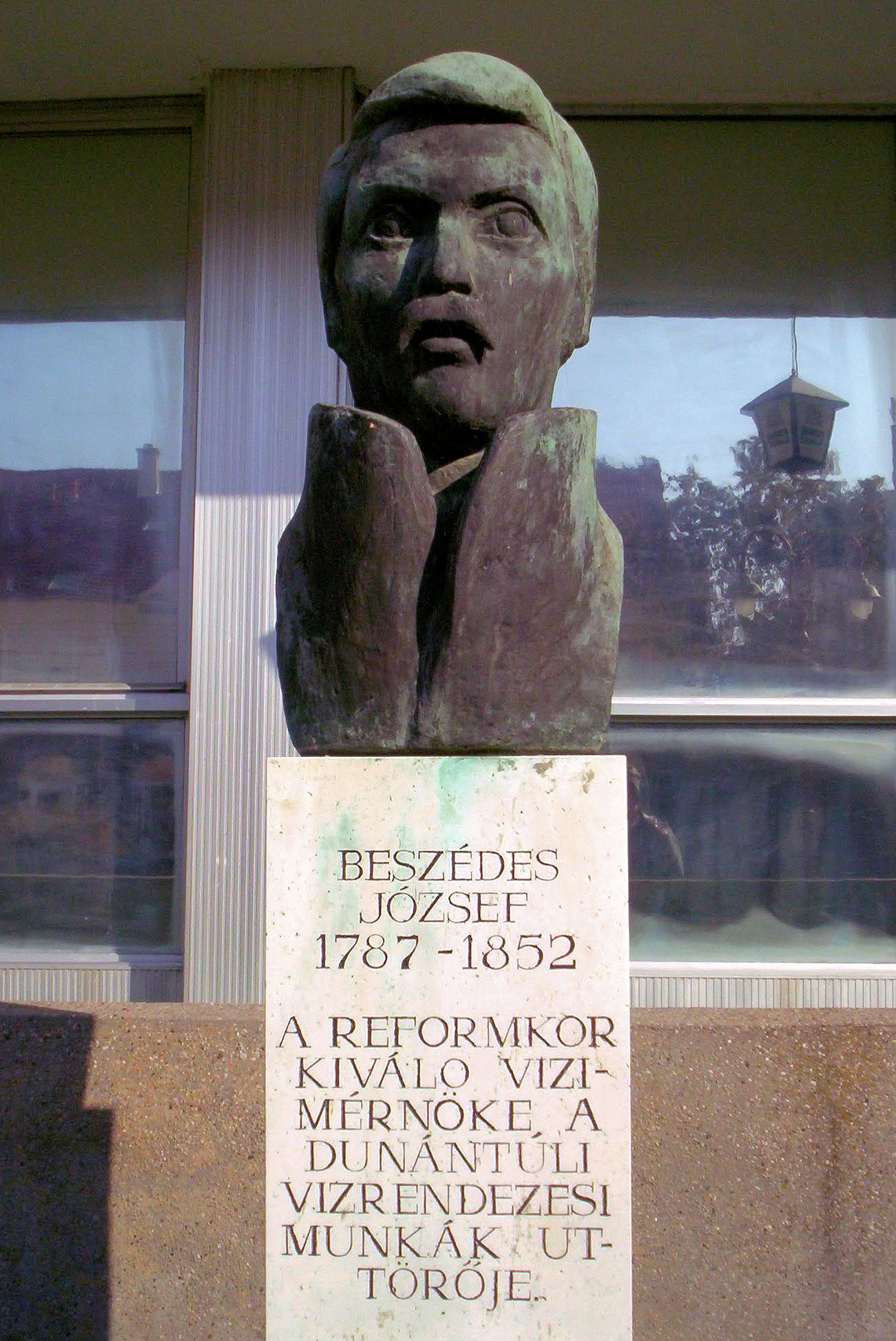
Beszédes József szobra Siófokon (Vígh Tamás alkotása – 1963)

Beszédes József (Magyarkanizsa, 1787. február 12. – Dunaföldvár, 1852. február 28.) vízépítő mérnök, a Magyar Tudományos Akadémia levelező tagja.

## Életpályája
Apja földműves volt, és bár írni-olvasni nem tudott, tizenegy éven át a város bírójának választották. Fia a helyi normál (elemi) iskolát szülővárosában kezdte, majd a 2–3. osztályokat 1800-ben Szegeden, külön vizsgákkal fejezte be. Ezután a gimnázium alsó három osztályát 1800 és 1803 között a Dugonics András Piarista Gimnázium (Szeged) szegedi piaristáknál, a felső kettőt 1804–1805 között Temesváron, szintén a piaristáknál végezte. Ekkor édesanyja kívánságára papnövendék lett, filozófiát tanult Egerben, de egy év múlva elbocsátását kérte a csanádi püspöktől. Tanulmányait 1806-tól a pesti egyetemen fejezte be, ahol filozófiát, majd mezőgazdasági és mérnöki tudományokat tanult.
1811. április 11-án tette le utolsó egyetemi vizsgáját, de már 1810-től a Sárvíz szabályozásán dolgozott, és a magyarországi folyószabályozások egyik legjelentősebb szakemberévé vált. Megszervezte a reformkor nagy vízügyi átalakítási munkálatait. Vasúti mérnökként is működött, a linz-budweisi lóvasút és a Magyar Középponti Vasút építésében is részt vett.
Kidolgozta egy Kolozsvártól Grazig hajózható csatorna építésének tervét. 1827–1828-ban a linz-budweisi vasút megbízásából vízrendezési munkálatokat végzett. Széchenyi Istvánnal elhajózott a Dunán Galacig, és onnan Konstantinápolyba. 1836-ban a Helytartótanácshoz beterjesztette a Sebes-Körös és a Berettyó mocsarainak kiszárítására vonatkozó elképzeléseit. Széchenyi István kezdeményezésére az országgyűlés 1840-ben törvényt hozott a Beszédes által elképzelt Duna–Tisza-csatorna építéséről. Bár a kivitelezésre egy részvénytársaság alakult, a tervet ért támadások miatt a  tőke megvonta támogatását, így a csatorna építése lekerült a napirendről.
Sokat tett a  magyar nyelvű műszaki irodalom megalapozásáért. Beszédes Kálmán festőművész apja.  Dunaföldváron temették el.

## Vízrendezési munkái

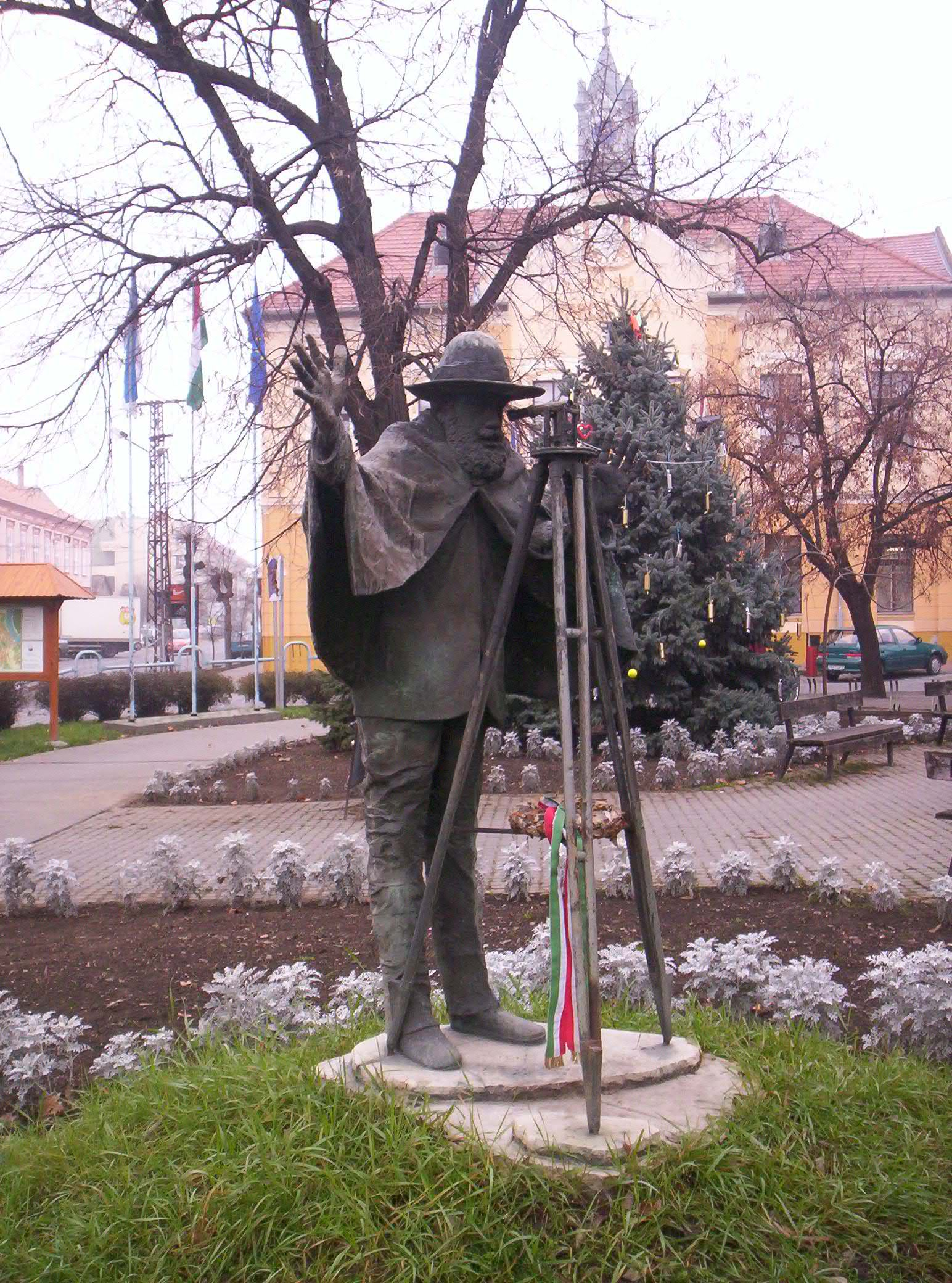
Szobra Dunaföldváron

- vízrendezési munkálatok Tolna, Veszprém,  Komárom, Pozsony és Nyitra vármegyékben (1814–1816).
- a Sárvíz, a Kapos és a Sió szabályozása, beleértve a folyóvölgyeket (1816–1825),
- a Duna szabályozása, egységes árvédelmi töltések építése a Baja és Báta közötti szakaszon (1820–1825 között). A korában páratlan méretű munka 120 000 hold ármentesítését biztosította, s a Sárköz gazdasági felemelkedésének alapjává vált.
- vízrendezés Ausztriában a  linz-budweisi vasútvonal kitűzésével összefüggésben,
- a fehér-körösi Nádor-malomcsatorna (Arad vármegyében) mint az első, kizárólag ipari célú csatorna létesítése.

## Meg nem valósult tervei
- Elsőként vetette fel az Al-Duna-szabályozás gondolatát;
- egy mély bevágású, több célú Duna–Tisza-csatorna terve;
- a Balaton vízszínének leszállítására,
- a Fertő és a Hanság vízrendezésére vonatkozó terve;
- a Felső-Tisza-völgy árvédelmét szolgáló kerecsen-komorói átmetszés terve.

## Emlékezete
- Nevét viseli az 52-es főút Dunaföldvár és Solt közötti hídja, a Beszédes József híd.
- Nevét viseli a Beszédes József Általános Iskola Siófokon és Dunaföldváron.[1]
- Róla nevezték el a Beszédes József Múzeumot Siófokon.
- Nevét viseli a magyarkanizsai Beszédes József Mezőgazdasági és Műszaki Iskolaközpont.
- Nevét viseli a bajai Víztudományi Kar (NKE) Beszédes József Kollégiuma (kifejezetten vízügyi képzéssel foglalkozik).
- Székesfehérvárott, Palotavárosban tér viseli nevét.
- Mellszobra áll Szarvason 1970-től (Seregi József alkotása), és Magyarkanizsán a róla elnevezett utca végén levő téren.
- Emlékére 1993-ban szobrot állítottak Dunaföldvár központi terén is (Kliegl Sándor alkotását).[2]
- Életpályájáról a Vasárnapi Ujság 1866-ban hosszú méltatást közölt. (17. sz.)